# Нігрол

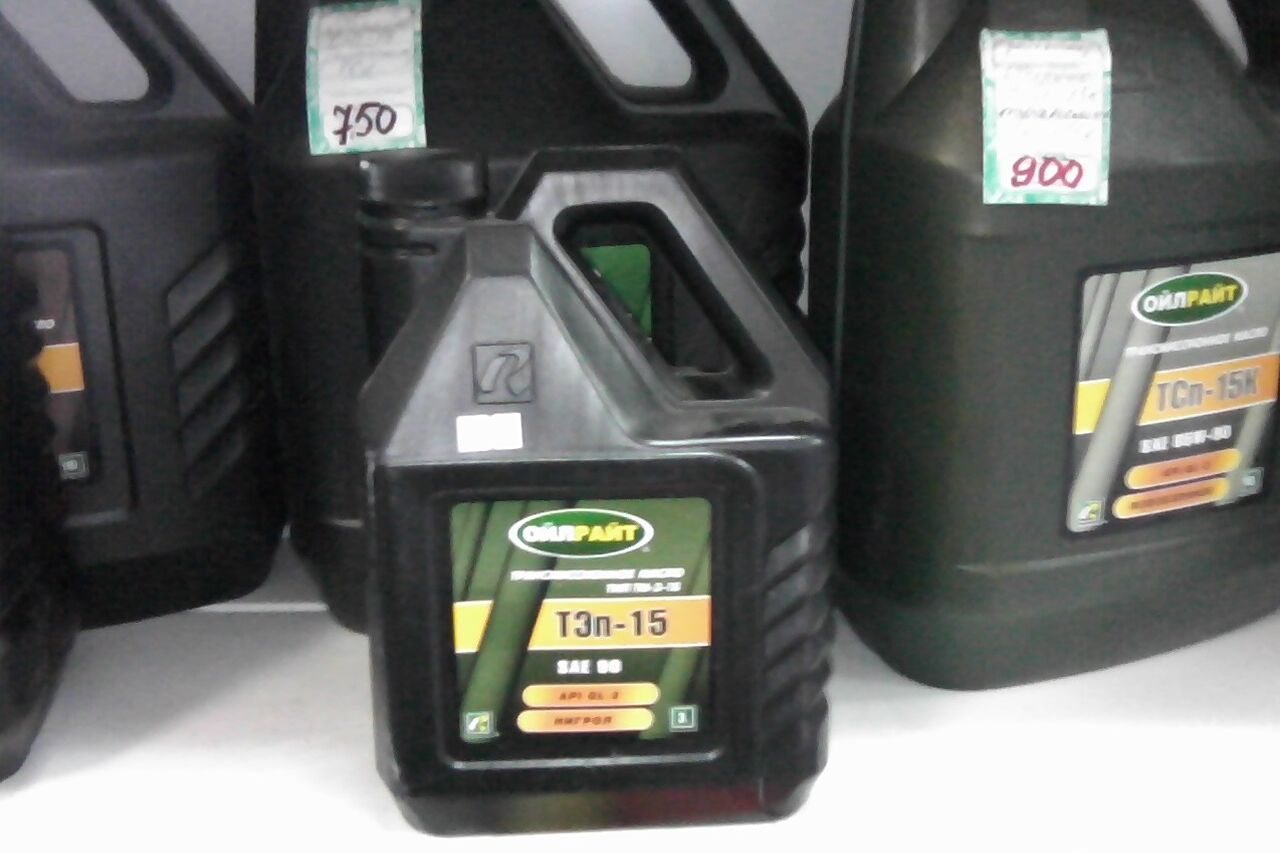
Сучасне трансмісійне масло з комерційним позначенням «Нігрол», насправді - ТЕП-15, що містить протизносні і депресорну присадки

Нігро́л (від лат. niger — «чорний» та лат. oleum — «олія») - залишковий неочищений нафтопродукт, що містить велику кількість смолистих речовин. Використовується для змащування агрегатів трансмісій і  кермового управління мобільних транспортних засобів які працюють при невисоких навантаженнях.
Відповідає: АРІ GL-1 і SAE 140.